# Pietro Mennea
Pietro Paolo Mennea (Barletta, 1952. június 28. – Róma, 2013. március 21.) olasz atléta, rövidtávfutó, politikus. Az 1980-as moszkvai olimpia bajnoka volt 200 méteren, és 1979-től tizenhét éven keresztül ő tartotta a világrekordot ebben a versenyszámban.

## Sportpályafutása
Nemzetközi karrierje a Helsinkiben rendezett 1971-es atlétikai Európa-bajnokságon indult, amikor a 4 × 100 méteres váltóval a harmadik helyen végzett. Fedettpályás Európa-bajnoki címet szerzett 400 méteren, és 5 aranyat a mediterrán játékokon 100 és 200 méteren.
Münchenben szerepelt először olimpián. Az 1972. évi nyári olimpiai játékokon 200 méteren a döntőbe jutott, és végül harmadik lett a szovjet Valerij Borzov és az amerikai Larry Black mögött. 
1976-ban Montrealban negyedik, 1980-ban Moszkvában olimpiai bajnok, 1984-ben Los Angelesben hetedik lett. Utolsó, ötödik olimpiáján Szöulban már nem sikerült számottevő eredményt elérnie: a negyeddöntőig jutott 36 évesen.
Pályafutása során összesen négyszer jutott be a 200 méteres olimpiai döntőbe.
1979. szeptember 12-én 200 méteren 19,72-os idővel világcsúcsot állított fel. A rekordot csak 17 évvel később, 1996-ban döntötte meg Michael Johnson az atlantai olimpián.

## Politikai pályafutása
Sportpályafutását követően 1999 és 2004 között az Európai Parlament tagja volt az olasz Demokrata Párt képviselőjeként. Nem választották újra.